# Jagüey de Téllez
Jagüey de Téllez también conocida como Estación Téllez es una localidad de México localizada en el municipio de Zempoala en el estado de Hidalgo. La localidad se encuentra conurbada a la ciudad de Pachuca de Soto.

## Geografía
Se encuentra en la región geográfica de la Cuenca de México (Valle de Tizayuca), le corresponden las coordenadas geográficas 19° 58’ 55.336” de latitud norte y 98° 47’ 19.429” de longitud oeste, con una altitud de 2351 m s. n. m. En cuanto a fisiografía se encuentra en la provincia del Eje Neovolcánico, dentro de la subprovincia de Lagos y Volcanes de Anáhuac; su terreno es de llanura. En lo que respecta a la hidrografía se encuentra posicionado en la región del Pánuco, dentro de la cuenca del río Moctezuma, y dentro de las subcuenca del río Tezontepec. Cuenta con un clima semiseco templado.

## Demografía
En 2020 registró una población de 3639 personas, lo que corresponde al 6.28 % de la población municipal. De los cuales 1748 son hombres y 1891 son mujeres.
| Gráfica de evolución demográfica de Jagüey de Téllez entre 1921 y 2020 |
|                                                                        |
| Población registrada por los censos y conteos del INEGI.               |